# Smash and Grab
Smash and Grab (prt: Smash e Grab) é um curta-metragem americano de ficção científica americano de 2019 ação, aventura, dirigido e escrito por Brian Larsen, produzido pela Pixar Animation Studios e distribuído pela Walt Disney Studios Motion Pictures. É o segundo filme do programa "SparkShorts" da Pixar, e se concentra em dois robôs que tentam escapar de sua rotina de trabalho. O curta estreou no El Capitan Theatre em 18 de janeiro de 2019, antes de ser lançado no YouTube em 11 de fevereiro de 2019. O curta também foi lançado no Disney+ em 12 de novembro de 2019.

## Enredo
Smash e Grab, dois robôs que vivem em um planeta futurista parecido com Marte, passaram a vida inteira trabalhando em um trem a vapor futurista alimentado por rochas brilhantes. Um dia, Smash percebe que existe um mundo fora do trem e ele diz a Grab; no entanto, eles são retidos por seus cabos de energia. Smash descobre que outros robôs, fora do trem, usam baterias esféricas e cristalizadas. Smash corta o cabo, sai do trem e rouba duas baterias. Quando ele volta, ele conecta uma bateria ao Grab, e eles escapam. Os robôs de segurança entram e percebem que os robôs se foram. Smash e Grab são encontrados pelos seguranças enquanto estão no trem. A garra é desativada quando um segurança o atira no braço. Smash então joga sua bateria nos guardas de segurança, destruindo todos eles, além de atrapalhar o trem, enquanto Smash é desativado. Mais tarde, Grab reativa Smash com uma bateria que ele encontrou e que ele estava usando como sua, deixando-as conectadas. Os dois então começam a viajar em direção a uma das estruturas que estavam no levantamento da paisagem.

## Produção
Smash and Grab é o segundo curta do programa "SparkShorts" da Pixar, que consiste na Pixar dando aos funcionários seis meses e orçamentos limitados para produzir curtas-metragens de animação. O escritor/diretor Brian Larsen foi inspirado pelo conceito de pessoas que desejam uma mudança na rotina, particularmente ele que deseja uma mudança em seu trabalho como chefe de história da Pixar. Larsen usou robôs como personagens principais do filme porque sentiu que era "uma boa maneira de expressar" a ideia de querer uma mudança. Como o filme se concentrou em robôs, Larsen o desenvolveu como um filme de ficção científica, que parte da maioria dos projetos anteriores da Pixar (com exceção de WALL-E).
Larsen e os animadores usaram desenhos Art Deco para o filme, pois Larson sentiu que "parecia pesado, rápido". Os animadores também usaram desenhos de personagens "simples" no curta, que Larsen descreveu como "quase como torradeiras de eletrodomésticos". Os animadores também usaram captura de movimento para os movimentos de Smash e Grab, enquanto tinham telas na mesma sala para animar seus movimentos como os personagens, algo que Larsen disse que era para "capturar dados e colocar rapidamente [os movimentos do personagem] no computador ". Larsen ficou muito satisfeito com a produção do filme, afirmando que "adora fazer com que a história ganhe vida".

## Música
Barney Jones, que compôs a música do curta-metragem da Pixar, Float, compôs a música de Smash and Grab. O placar foi lançado em 19 de abril de 2019.

## Recepção
Smash and Grab recebeu críticas geralmente positivas dos críticos, com muitos comparando positivamente o curta ao longa-metragem da Pixar, WALL-E. Jacob Oller, da Syfy Wire, escreveu que o curta "é um pedaço delicioso de ficção científica art déco fora da visão decrépita de Wall-E sobre o futuro". Chelsea Steiner, do The Mary Sue, disse que "Smash and Grab, como seu antecessor Purl, pega uma ideia simples e a expande com resultados deliciosos e divertidos. Isso nos faz torcer por dois robôs sem palavras e cuidar deles ao longo de um Duração de 8 minutos. Essa animação é a melhor". Andy Meek, da BGR, escreveu: "se você amava o Wall-E, com certeza gostaria de ver esses robôs ridiculamente adoráveis realizando trabalhos irracionais e parecidos com fábricas e de alguma forma conseguindo exalar charme e simpatia com seus bipes e buzinas, humanos como movimentos e olhos luminescentes à lá nosso protagonista de Wall-E". Da mesma forma, Michelle Jaworski, do Daily Dot, disse que "Smash and Grab invocará instantaneamente imagens e comparações com o Wall-E por sua sensação futurista e foco robótico". Alex Reif, do Laughing Place, disse que "os fãs do WALL-E se sentirão instantaneamente acolhidos no mundo de Smash and Grab" e sentiu que o curta tem "uma mensagem clara inspirada em uma importante questão social. No entanto, lida com muito mais delicadeza e com muito mais sutileza. Esta história sobre dois trabalhadores que não recebem os mesmos luxos que aqueles que os controlam também não apresenta uma solução açucarada para um problema enquanto ignora os outros".

## Lançamento
Smash and Grab teve sua estreia mundial, juntamente com os curtas Purl e Kitbull, em 18 de janeiro de 2019, no El Capitan Theatre. O curta foi lançado no canal da Pixar no YouTube em 11 de fevereiro de 2019 e no Disney+ em 12 de novembro de 2019, ao lado de outras entradas "SparkShorts" Purl, Kitbull e Float.

## Ligações Externas
- Smash and Grab. no IMDb.